# Wat Sen
Wat Sen, także Wat Sensoukaram oraz Wat Yan Sen dosłownie „Świątynia Patriachy” (taj: วัด ญาณ เสน) – laotańska buddyjska świątynia znajdująca się w Luang Prabang.

## Opis
Świątynia została wybudowana 1714 roku i znajduje się przy głównej drodze. W 1947 została odrestaurowana, ale w późniejszym czasie opuszczona. W 2001 roku świątynia została wysprzątana oraz stała się aktywna. Na miejscu znaleziono stare naczynia, narzędzia oraz bronie. W środku znajduje się posąg Buddy. Drzwi do świątyni są pozłacane.

## Przypisy

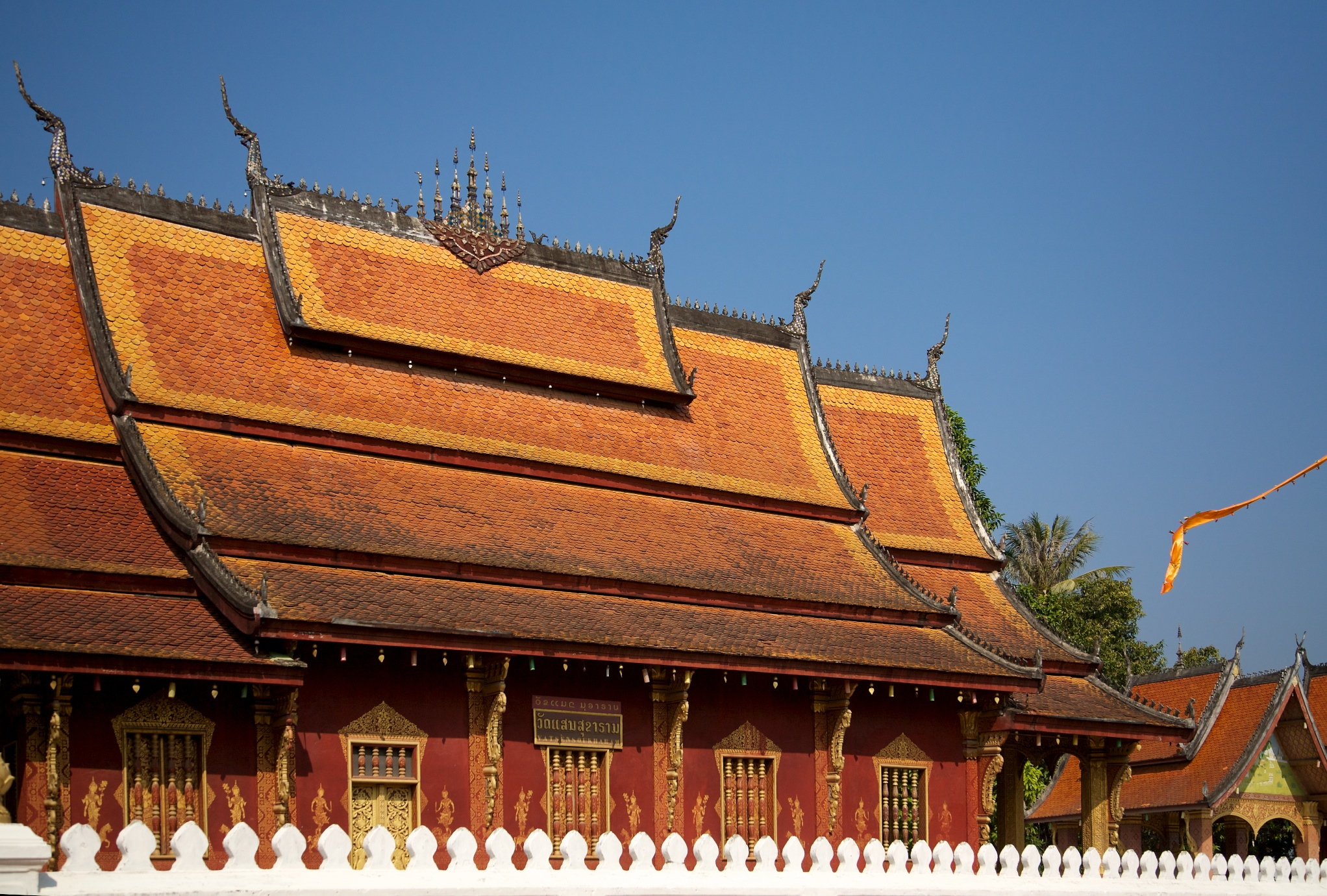
Inny widok